# Долнодунавски отряд
Долнодунавски отряд е войсково съединение на действуващата руска армия в Руско-турската война (1877 – 1878 г.).
Долнодунавският отряд е създаден през юни 1877 г. на основата на частите на 14-и армейски корпус. Личният му състав е 29 000 офицери и войници, 4600 конници и 150 оръдия. Командир на отряда е генерал-лейтенант Аполон Цимерман, началник на щаба е генерал-майор Василий Акимов.
Основните задачи на отряда са: осигуряване комуникациите на действащата руска армия с Русия; взаимодействие с Русчушкия отряд срещу противниковите османски сили в района на Четириъгълника на крепостите; извършване на десант през река Дунав при Галац и Браила.
Долнодунавският отряд пръв започва военните действия срещу Османската империя. Извършва успешен десант при Галац. На 25 юни 1877 г. завършва прехвърлянето на основните си сили в Добруджа. На 8 юли достига линията Черна вода – Бурлак – Алиба чаир – Кюстенджа. С освобождаването на Северна Добруджа осигурява комуникационната линия на действащата руска армия с Русия. Отвлича част от противниковите сили от десант при Свищов и направлението на главния удар.
През декември съставът на отряда е 28 000 офицери и войници и 124 оръдия. През заключителния етап на войната предприема действия за освобождаването на Южна Добруджа и района на Черноморското крайбрежие. Освобождава Добрич, Балчик, Белослав и Провадия. След подписването на Одринското примирие части на отряда заемат Силистра. Бойната дейност на отряда е със стратегическо значение за победата във войната.